# Claudia Nystad
Claudia Nystad (n. 1 februarie 1978, Zschopau, Republica Democrată Germană, Germania) este o schioară de fond ce a reprezentat Germania, medaliată olimpică. A participat la 4 ediții ale Jocurilor Olimpice (2002, 2006, 2010, 2014) în care a câștigat o medalie de aur, o medalie de argint și o medalie de bronz.